# Egisto Cappellini
Egisto Cappellini (Urbino, 31 ottobre 1896 – Spoltore, 15 maggio 1975) è stato un politico e partigiano italiano.

## Biografia
Appena quindicenne militò nella Gioventù socialista e allo scoppio della prima guerra mondiale vi partecipò venendo decorato al valore. Delegato dall'organizzazione socialista di Pesaro partecipò, nel gennaio del 1921, al Congresso di Livorno e fu, qui, tra i fondatori del Partito Comunista d'Italia.
Segretario, negli anni 1924-1925, del PCdI a Pesaro, Cappellini fu fatto segno di ripetute aggressioni da parte delle squadre fasciste. Dopo la promulgazione delle leggi eccezionali fasciste Cappellini, nel giugno del 1927, fu arrestato a Rimini e deferito al Tribunale speciale. Un anno di carcere preventivo e poi l'assoluzione per mancanza di prove.
Durante gli anni del regime, Cappellini, coprendo i suoi spostamenti con l'attività di agente delle assicurazioni, svolse un'ininterrotta opera di collegamento e di organizzazione dei nuclei antifascisti. Nel 1942 era a Torino a promuovere la costituzione del "Fronte nazionale di azione". Nel 1943, sempre a Torino, fu tra gli organizzatori degli scioperi del marzo. Arrestato come conseguenza di un'indagine condotta dalla polizia di Zara, fu tradotto in quella città, torturato durante la detenzione e denunciato al Tribunale speciale. Con la caduta di Benito Mussolini e tornato in libertà, Cappellini assunse la direzione del Partito comunista nelle Marche e, dopo l'armistizio, fu tra i principali organizzatori del movimento partigiano nella regione, con Alessandro Vaia e Celso Ghini.
Per le missioni di guerra portate audacemente a termine fu decorato al valor militare e, finito il conflitto, dedicò tutto il suo impegno all'attività politica come membro del Comitato centrale del PCI, senatore nella I e nella II Legislatura (eletto nel Collegio di Urbino), e soprattutto, per un decennio, occupandosi dell'amministrazione centrale del Partito comunista.
Svolgendo questo incarico, Cappellini fu anche ideatore di attività collaterali come, ad esempio, la fondazione a Roma di "Cinelatina", che svolse un importante ruolo in campo cinematografico. Al suo cittadino, Urbino ha intitolato una via.